# Ernst Winter
Ernst Winter (30 ottobre 1907 – 1943) è stato un ginnasta tedesco.

## Palmarès

### Olimpiadi
- Oro a Berlino 1936 nel concorso a squadre.